# Хришћанство у Азербејџану
Хришћанство у Азербејџану је мањинска верска заједница која броји између 280 хиљада и 450 хиљада верника (од 3,1% до 4,8% укупног броја). Највише припадника је Руске православне, Грузијске православне и Јерменске апостолске цркве (скоро сви Јермени који живе у региону Нагорно-Карабах). Такође, постоји и мала протестантска организација која има непротестантску и муслиманску позадину.

## Историја
Азербејџан је у ранохришћанско доба долазио с првим хришћанским мисионарима. У Азербејџану су надлежни још од 1. века. Ширењем ислама на Блиском истоку и Кавказу постао је, доминантно, муслиманска земља. Хришћанске мисије су држали од 14. века доминиканци, капуцинери, августинци и исусовци. Деловањем Бартула, доминиканског мисионара из Болоње у 14. и 15. веку, дало је резултат. 28 насеља у Нахчивану прешло је на римокатоличанство. Упркос тешких односа и притисака Јерменске апостолске цркве, римокатоличанство је преживело преко три века, након чега је уследио пад и од 1800-их више није било верника.
Долазак руске власти створио је повољно окружење по хришћане. Постао је омиљени одредиште разним хришћанским деноминацијама. Римокатолике су заступали Пољаци који се досељавају у Баку и Санахин средином 19. века, затим Украјинци, грузијски католици, јерменски католици затим западни Европљани који су се трајно настанили у Бакуу. Село Сијакет у Нахчивану основали су 1850-их ајсорски (Асирци) досељеници из Салмаса, Персија и остали, једино калдејско хришћанско село у Јужном Кавказу. Од 1880-их свештеника који служи Сијакету заређује римокатолички бискуп.
Хришћани данас чине мали удео становништва. Хришћанске цркве којима припадају су Јерменска апостолска црква (у Нагорно-Карабаху), Руска православна црква, и разне друге хришћанске деноминације.
Данас је хришћана у Азербејџану између 280.000–450.000 (3,1%–4,8%) који су већином православни верници Руске православне цркве, Грузијске православне цркве, али и верници Јерменске апостолске цркве. Готово сви Јермени живе у покрајини Нагорно-Карабах који се одвојио од Азербејџана. Мала заједница је и протестантских Азера, око 5.000, већином са муслиманским коренима. Римокатолика је мало. Мање их је од хиљаду и живе у Бакуу и околини. У Бакуу је некад постојала католичка црква која је срушена за време Стаљиновог режима. Нова грађена од рујна 2005. године а отворена је две године касније 2007. године.
Азербејџанско је историјско наслеђе Црква Кавкаске Албаније, чији су верници из редова народа Удина. Верника је од шест до десет хиљада у Азербејџану. 4.400 их живи у селу Ниџу у Габалском региону. Удини који су живели на обалама Каспијског језера су касније прихватили хришћанство и проширили веру по Кавкаској Албанији. Црква у селу Кишу у околини града Шаки је један од највећих примера њихове културне баштине.
Рат за Нагорно-Карабах узео је данак јерменској заједници. Многи су се одселили, а цркве су остале затворене због страха од напада. Широм Азербејџану је избило насиље против Јерменаца и Јерменске апостолске цркве, врхунац за време погрома Јермена у Бакуу 1990. године. Јерменска црква Светог Гргура Просветитеља је запаљена. Обновљена је 2004. године али се више у њој не врши служба.

## Галерија
- Ширење хришћанства у Европи и на Средоземљу
- Европа у доба великог раскола 1054. године
- Религија у Европи, на Средоземљу и на Блиском истоку 1100. године
- Религије у Европи 1560. године